# Danmarks U/20-fodboldlandshold
Danmarks U/20-fodboldlandshold eller U/20-landsholdet er et hold under Dansk Boldspil-Union (DBU), udvalgt blandt alle danske fodboldspillere under 20 år, til at repræsentere Danmark i internationale U/20-fodboldturneringer arrangeret af FIFA og UEFA samt i venskabskampe mod andre nationale fodboldforbunds udvalgte U/20 hold.